# Efferia subappendiculatus
Efferia subappendiculatus là một loài ruồi trong họ Asilidae. Efferia subappendiculatus được Macquart miêu tả năm 1838.